# MGM 마카오
MGM 마카오(중국어: 澳門美高梅, 영어: MGM Macau)는 중국 마카오에 위치한 카지노 호텔이다.